# Steve Biko FC
Dit overzicht is mogelijk incompleet; u kunt helpen door het uit te breiden.
Steve Biko Football Club is een voetbalclub uit Bakau in het West-Afrikaanse land Gambia, gelegen nabij de hoofdstad Banjul. Ze spelen in de GFA League First Division, het hoogste niveau van het Gambiaanse voetbal. Ze wonnen de GFA Cup in 2000.